# 無飾麗鮨
無飾麗鮨為輻鰭魚綱鱸形目鱸亞目鮨科的其中一種，分布於西南太平洋的紐西蘭海域，為底棲性魚類，屬肉食性，生活習性不明。

## 擴展閱讀
維基物種上的相關：無飾麗鮨